# رود فورث (اسکاتلند)
رود فورث 
(به گیلیک اسکاتلندی: Abhainn Dubh)، به معنی «رودخانهٔ سیاه»، و (به انگلیسی: River Forth)، به معنی «رودخانهٔ چهارم»، در مسافت بین بالای منطقهٔ استرلینگ، و نواحی زیر استرلینگ، به درازای ۴۷ کیلومتر (۲۹ مایل)، رودخانهٔ عمدهٔ تخلیهٔ آب‌هایِ بخشِ شرقیِ کمربندِ مرکزیِ اسکاتلند است.
سطح این رود از دریاچهٔ اَرد در منطقهٔ کوهستانی تروسس، در ۳۰ کیلومتری (۱۹ مایل) غرب استرلینگ به تدریج افزایش می‌یابد. این جریان که تقریباً به سمت شرق است، از طریق دهکدهٔ اَبِرفویل، قبل از عبور از مسیر پر پیچ و خم شهر باستانی استرلینگ، و پس از عبور از دشت‌های هموار شرق استرلینگ با پیوستن به رود تِیث (که خود در دریاچهٔ وِنَخَر، دریاچهٔ لوبنِیگ، دریاچه ی اَخِری، دریاچه ی کاترین، و دریاچهٔ وُیل) تخلیه می‌شود و با پیوستن به رودخانهٔ آلن، در استرلینگ رودخانه پهن و پهن‌تر و دست‌خوش جزر و مد می‌شود، و در اینجا است که آخرین گدار رودخانه (که فصلی‌است) وجود دارد. پس از گذشتن از استرلینگ، مسیر جریان رود فورث به سوی شرق، در تقاطع‌هایی که از استرلینگ و شهرهای کمبوس، اَلوآ به، فالین، و ارث (جایی که در آنجا به رودخانهٔ دِوون می‌پیوندد)، متمایل می‌شود. به محض رسیدن به کین‌کاردین رودخانه شروع به گسترش می‌کند و به خور فورث می‌ریزد.